# Nevoga Arena
Die Nevoga Arena (tschechisch Nevoga aréna) ist eine Eissporthalle in der tschechischen Stadt Znojmo, Südmährische Region. Während der Sommermonate wird sie zum Inlineskating genutzt. In der Nähe liegt das Fußballstadion Městský stadion v Horním parku, in dem der 1. SC Znojmo seine Heimspiele austrägt.

## Geschichte
Das damalige Zimní stadion Znojmo wurde 1970 eröffnet und erhielt 1977 eine Überdachung. Die Arena ist Heimspielstätte der Eishockeymannschaft Orli Znojmo aus der Österreichischen Eishockeyliga (EBEL). Seit sie 1996 mit Sitzplätzen ausgestattet wurde, bietet sie ein Fassungsvermögen von 4.800 Zuschauern, während sie früher als Stehplatzarena mehr als 10.000 Zuschauern Platz bot. 2003 wurde unter der Hallendecke ein Videowürfel installiert.

## Galerie

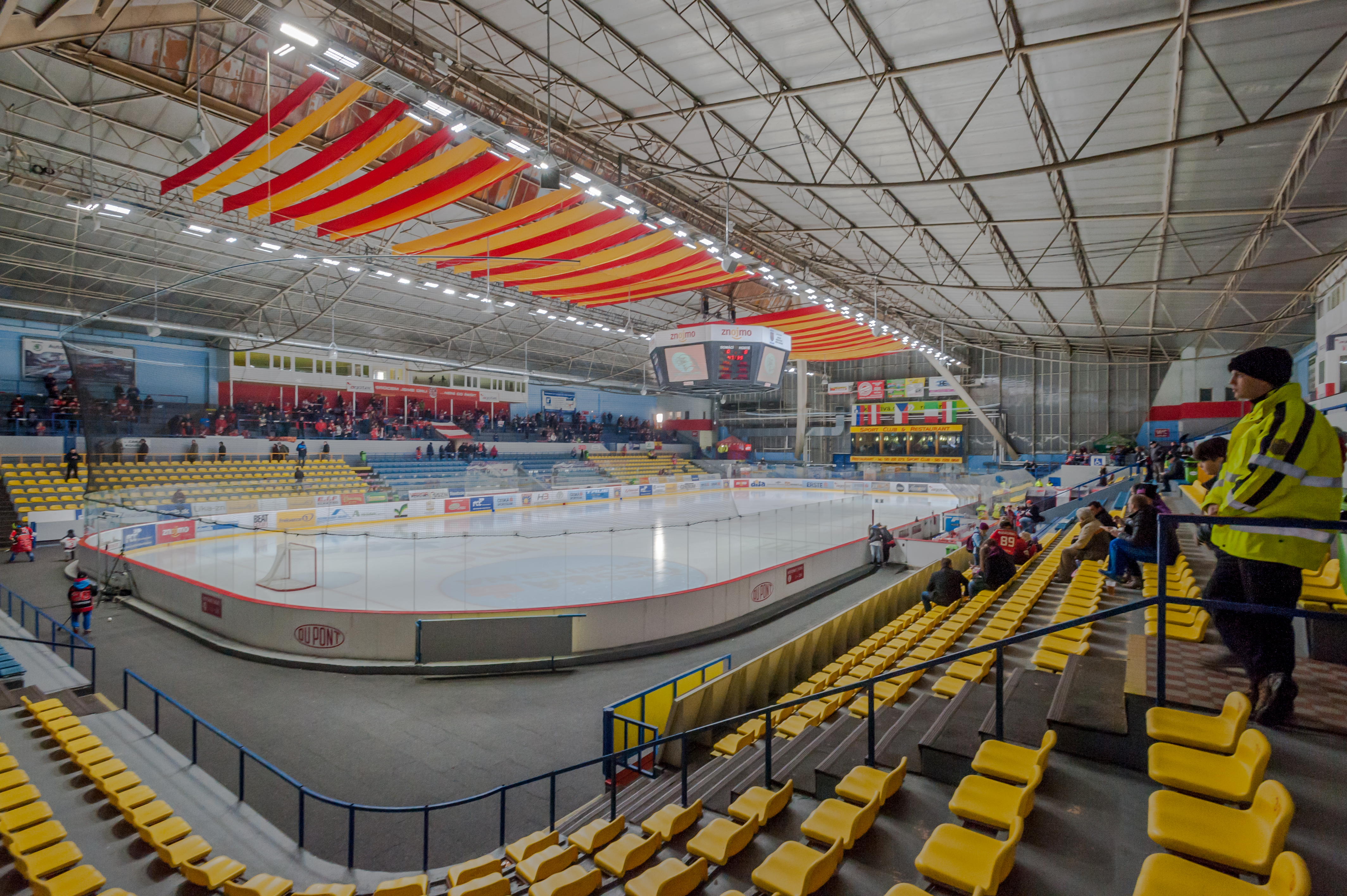
EBEL-Spiel von Orli Znojmo gegen den Dornbirner EC am 6. März 2016